# Rocknet aréna
La Rocknet aréna est une salle omnisports située à Chomutov en République tchèque. La salle est principalement utilisée pour les rencontres de hockey sur glace.
C'est le domicile du Pirati Chomutov du Championnat de République tchèque de hockey sur glace D2.